# Catharine van Tussenbroek
Catharine van Tussenbroek (4 d'agost del 1852 - 5 de maig del 1925) fou una metgessa feminista neerlandesa. Fou la segona dona metgessa als Països Baixos i la primera metgessa a confirmar l'evidència del tipus ovàric d'embaràs ectòpic. Es creà una fundació per a beques de recerca en el seu nom per a continuar amb el seu llegat d'apoderament de les dones.

## Biografia

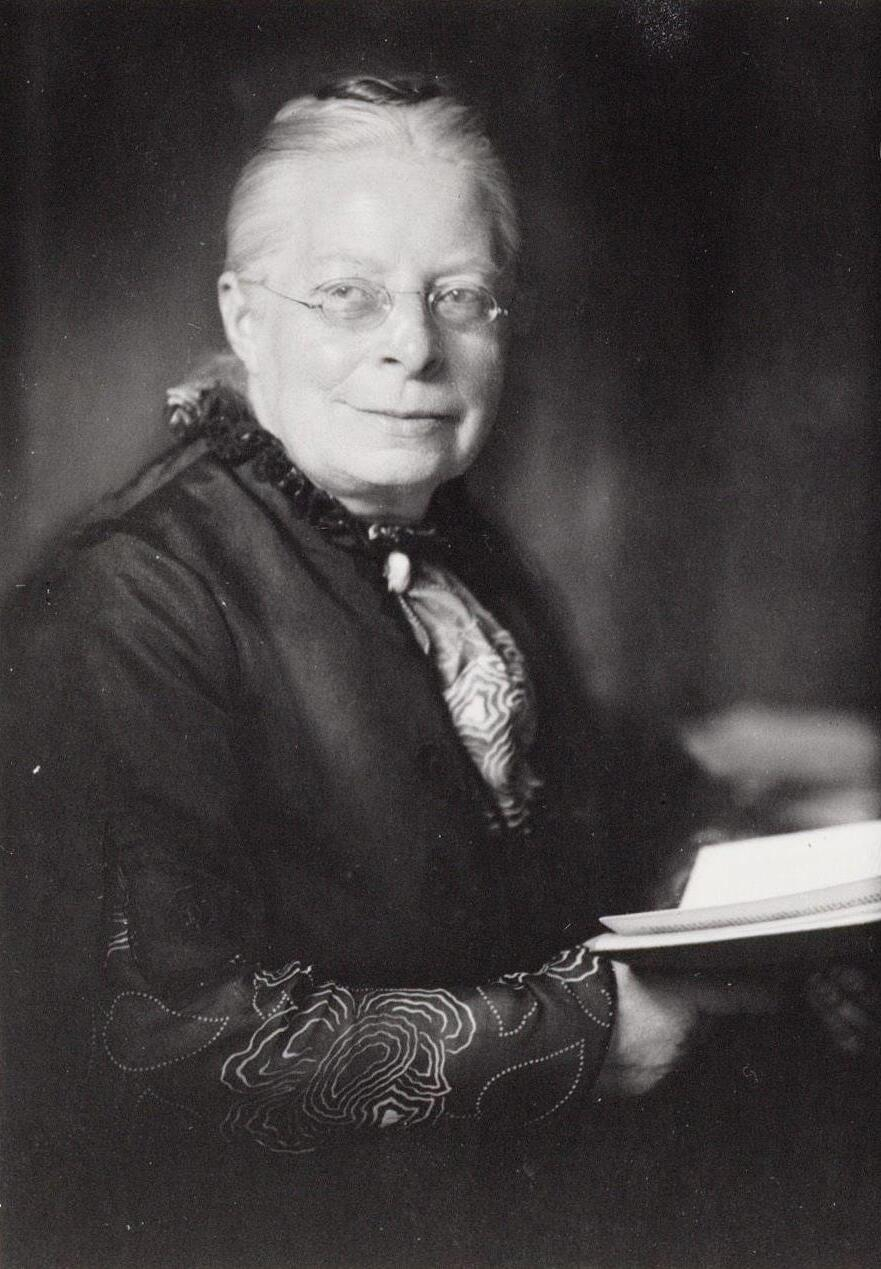
Van Tussenbroek (1922)

Albertina Philippina Catharine van Tussenbroek nasqué el 4 d'agost del 1852 a Utrecht. Sos pares foren Cornelia van der Voort i Gerardus van Tussenbroek. Obtingué el certificat com a professora ajudant el 1870 i com a directora el 1875.[2] Fou la primera dona admesa en la Universitat d'Utrecht quan començà els estudis de medicina el 1880.[3][4] S'hi llicencià el 1887. Es traslladà a Amsterdam i treballà com a metgessa general per a dones i infants. Al febrer del 1898, formava part de la Junta d'Examen Mèdic Holandés i poc després fou professora de ginecologia en la Universitat d'Utrecht. El 1890 era ginecòloga assistent en el Boerhaave Kliniek, dirigit pel Dr. Mendes de Leon a Amsterdam.
El 1891, era secretària de la Societat Holandesa de Ginecologia.
Estava en contra de les cotilles i advocava per la roba folgada. Va pressionar perquè es reformassen les lleis sobre l'avortament i feu campanya contra l'esterilització quirúrgica de les dones, al·legant que els únics beneficiaris n'eren els marits. Presentà un document, "La falta d'esperit de vida en les nostres joves i xiquetes" el 1898, en la inauguració de l'Exposició sobre el treball de les dones realitzada a La Haia, que defensava la independència econòmica de les dones. Opinava que la manca d'oportunitats per a les dones i una vida amb l'únic objectiu del matrimoni era perjudicial per a la salut i, en canvi, requeria activitat física i capacitació vocacional.
Van Tussenbroek gaudia de la recerca i si les necessitats de les dones haguessen estat menys urgents, hagués preferit continuar fent estudis microscòpics en comptes de ginecologia. El 1899, demostrà la primera descripció clínica i histològica de l'existència de l'embaràs ovàric.[10][11] La comunitat mèdica s'hi va mostrar escèptica,[15] però tres anys després del seu informe, els resultats van ser confirmats, tot i que l'escepticisme va prevaler en la dècada de 1920.[16]
El 1902, fou coautora d'un estudi sobre el càncer cervical als Països Baixos. Publicà la Revista de Medicina dels Països Baixos, i la Revista d'Obstetrícia i Ginecologia dels Països Baixos. Era membre de la junta de la Societat Holandesa per a l'Avanç de la Medicina.[1] I una escriptora activa, col·laborant sovint amb revistes mèdiques. Juntament amb el Dr. J. Blok i CH de Jong, el 1898 publicà Inleiding tot de studie der schoolhygiëne (Introducció a l'estudi de la higiene escolar) i el 1911 De ontwikkeling der aseptische verloskunde in Nederland (Desenvolupament de l'Obstetrícia asèptica a Holanda).
Van Tussenbroek fou políticament activa, membre de la Society for Women's Suffrage[2] i duia un fermall amb el retrat de la sufragista Carrie Chapman Catt.
Entre el 1910 i 1916, fou vicepresidenta i presidenta de l'Associació Nacional per al Treball Femení.
El 1919, l'any en què les dones holandeses assoliren el dret al vot, es presentà per l'Organització General de Dones dels Països Baixos en les eleccions parlamentàries, tot i que sense èxit.
Van Tussenbroek morí el 5 de maig del 1925 a Amsterdam.

## Reconeixements
- El 1926 després de la mort de van Tussenbroek, la Dra. Marianne Herwerdneerlandès: Vereniging van Vrouwen met een Academische Opleiding, membre de l'Associació Holandesa de Dones en Educació Acadèmica (en : ) (VVAO), va establir un fons fiduciari administrat per l'associació.[1] Aquest fons, que porta el nom de van Tussenbroek, proporciona fons perquè les dones acadèmiques holandeses estudiïn a casa o a l'estranger i completin una recerca de postgrau.[9]